# Călărași (grad)
Călărași je grad u jugoistočnoj Rumunjskoj, glavni grad županije Călărași.

## Zemljopis
Grad se nalazi u jugoistočnom dijelu povijesne pokrajine Vlaške, u okviru Muntenije. U blizi grada je Dunav koji pravi veliki luk prema sjeveru, te je na tome mjestu rijeka u povijesti bila pogodna za prelazak. Călărași je udaljen 12 km od granice s Bugarskom i 125km od Bukurešta.

## Stanovništvo
Po popisu stanovništva iz 2002. godine grad ima 70.039 stanovnika, dok je prosječna gustoća naseljenosti 551 stan/km². Prema vjeroispovijesti većina stanovništva su pravoslavci kojih ima 69.182.
- Rumunji: 95,86%
- Romi: 3,45%
- ostali manje od (1 %)

## Gradovi prijatelji
- Rivery, Francuska
- Napulj, Italija
- Royal Palm Beach, SAD
- Hengyang, Kina

## Vanjske poveznice
- Službena stranica grada

### Ostali projekti
|  | Zajednički poslužitelj ima još gradiva o temi Călărași (grad) |